# Calgary Stampeders
Los Calgary Stampeders es un equipo profesional de fútbol canadiense con sede en la ciudad de Calgary, provincia de Alberta, Canadá. Compite en la División Oeste de la Canadian Football League (CFL). Los Stampeders juegan sus partidos como local en el McMahon Stadium con capacidad para 35.400 personas. Han conseguido ganar la Grey Cup de la liga ocho veces, la más reciente en 2018.

## Historia de la franquicia
La primera vez que un equipo de Calgary jugaba al fútbol canadiense fue en 1891, contra Edmonton, en un par de partidos a ida y vuelta. En los años sucesivos comienzan a formarse equipos de fútbol base como los Calgary Tigers de la Alberta Rugby Football Union en 1908. Estos serían seguidos por otros equipos como los Canucks, el 50th Battalion, los Altomahs, los Tigers por segunda vez y más tarde los Bronks.
Los Stampeders nacieron oficialmente el 29 de septiembre de 1945. En su primer partido jugado el 22 de octubre en el Mewata Stadium lograron la victoria sobre los Regina Roughriders 12-0 ante un público de 4,000 personas. En la siguiente década el equipo daría grandes alegrías con sus éxitos y buen juego con estrellas como Woody Strode, Paul Rowe, Keith Spaith, Dave Berry, Normie Kwong o Ezzert "Sugarfoot" Anderson.
1948 quizá sería la mejor temporada del Stamps en toda su historia, pues lograron ser el primer y único equipo hasta 2007 en terminar la temporada con un récord de 12-0 y coronarse con la victoria en la Grey Cup pasando por encima de los Ottawa Rough Riders en el Varsity Stadium de Toronto. La fiesta en la ciudad de Calgary fue enorme y fue celebrada por todos los fanes del equipo realizando desfiles de caballos e incluso degustando las clásicas tortitas en el ayuntamiento de la ciudad.
Volverían a la Grey Cup al año siguiente (1949), con un genial récord de 13-1, pero se vieron superados por los Montreal Alouettes 28-15 en el partido por el título. No sería hasta 19 años después cuando Calgary legase otra vez a disputar la Grey Cup perdiendo con Ottawa la final del año '68 por 24-21 y no sería hasta 1971 cuando volverían a ser coronados campeones, venciendo a los Toronto Argonauts 14-11.
LLegado el año 1985, la franquicia comenzó a endeudarse y a perder gran parte de abonados, acabando con un pobre récord de 3-13. Aun así, una exitosa campaña para recaudar fondos y recibir apoyo del público a favor del equipo llamada Save Our Stamps hizo que el equipo consiguiese estabilizarse. Consiguieron ganar la Grey Cup en 1991 y 1992, ganando a Winnipeg.
La década de los 90 fue sinónimo de éxito para los Stamps, liderados por los quarterbacks Doug Flutie y más tarde Jeff Garcia y Dave Dickenson, receptores como Allen Pitts, Terry Vaughn y Dave Sapunjis, y una rocosa defensa liderada por Alondra Johnson, Stu Laird y Will Johnson. Conseguirían llegar a la Grey Cup tres veces más, perdiendo en 1995 y 1999 y ganando en 1998.
Tras ganar su quinta Grey Cup en 2001, Calgary sufrió un pequeño período de declive hasta 2005, cuando volvieron a los playoffs.

## Palmarés
Campeonatos de la Grey Cup: 8 — 1948, 1971, 1992, 1998, 2001, 2008, 2014, 2018
Campeones de la División Occidental: 17 — 1948, 1949, 1968, 1970, 1971, 1991, 1992, 1995, 1998, 1999, 2001, 2008, 2012, 2014, 2016, 2017, 2018

## Estadios utilizados
- Mewata Stadium (1939–1959)
- McMahon Stadium (desde 1960)

## Victorias en la Grey Cup
| No | Año  | Equipo ganador     | Resultado | Equipo perdedor       | Estadio              | Ciudad    | Asistencia |
| -- | ---- | ------------------ | --------- | --------------------- | -------------------- | --------- | ---------- |
| 1. | 1948 | Calgary Stampeders | 12–7      | Ottawa Rough Riders   | Varsity Stadium      | Toronto   | 20,013     |
| 2. | 1971 | Calgary Stampeders | 14–11     | Toronto Argonauts     | Empire Stadium       | Vancouver | 34,584     |
| 3. | 1992 | Calgary Stampeders | 24–10     | Winnipeg Blue Bombers | SkyDome              | Toronto   | 45,863     |
| 4. | 1998 | Calgary Stampeders | 26–24     | Hamilton Tiger-Cats   | Winnipeg Stadium     | Winnipeg  | 34,157     |
| 5. | 2001 | Calgary Stampeders | 27–19     | Winnipeg Blue Bombers | Olympic Stadium      | Montreal  | 65,255     |
| 6. | 2008 | Calgary Stampeders | 22–14     | Montreal Alouettes    | Olympic Stadium      | Montreal  | 66,308     |
| 7. | 2014 | Calgary Stampeders | 20–16     | Hamilton Tiger-Cats   | BC Place             | Vancouver | 52,056     |
| 8. | 2018 | Calgary Stampeders | 27–16     | Ottawa Redblacks      | Commonwealth Stadium | Edmonton  | 55,819     |